# Чемпіонат світу з легкої атлетики 2022 — біг на 100 метрів з бар'єрами (жінки)
Змагання з бігу на 100 метрів з бар'єрами серед жінок на Чемпіонаті світу з легкої атлетики 2022 в Юджині відбулись 23 та 24 липня на стадіоні «Гейворд Філд».

## Напередодні старту
Основні рекордні результати на початок змагань:
| WR | Кендра Гаррісон США    | 12,20 | Лондон | 25 червня 2022 |
| CR | Саллі Пірсон Австралія | 12,28 | Тегу   | 3 вересня 2011 |
| WL | Кендра Гаррісон США    | 12,34 | Юджин  | 25 червня 2022 |

## Результати

### Забіги
Умови кваліфікації до наступного раунду: перші четверо з кожного забігу (Q) та шестеро найшвидших за часом з тих, які посіли у забігах місця, починаючи з п'ятого (q).
| Місце | Забіг | Атлетка                      | Час      | Примітки |
| ----- | ----- | ---------------------------- | -------- | -------- |
| 1     | 3     | Тобі Амусан (NGR)            | 12,40    | Q AR     |
| 2     | 5     | Алія Армстронг (USA)         | 12,48    | Q        |
| 3     | 2     | Ясмін Камачо-Квінн (PUR)     | 12,52    | Q        |
| 4     | 1     | Брітані Андерсон (JAM)       | 12,59    | Q        |
| 5     | 6     | Кендра Гаррісон (USA)        | 12,60    | Q        |
| 6     | 6     | Сінді Сембер (GBR)           | 12,67    | Q        |
| 7     | 2     | Девінн Чарлтон (BAH)         | 12,69    | Q        |
| 8     | 4     | Пія Скшишовська (POL)        | 12,70    | Q        |
| 9     | 5     | Меган Таппер (JAM)           | 12,73    | Q        |
| 10    | 4     | Надін Віссер (NED)           | 12,76    | Q        |
| 11    | 6     | Мішель Дженнеке (AUS)        | 12,84    | Q SB     |
| 12    | 3     | Данієль Вільямс (JAM)        | 12,87    | Q        |
| 13    | 5     | Маріон Форі (ZAF)            | 12,94    | Q        |
| 14    | 1     | Мішель Гаррісон (CAN)        | 12,95    | Q        |
| 15    | 5     | Фукубе Мако (JPN)            | 12,96    | q        |
| 16    | 3     | Сара Лейвін (IRL)            | 12,99    | Q        |
| 17    | 2     | Номі Зберен (CHE)            | 13,00    | Q        |
| 18    | 3     | Челесте Муччі (AUS)          | 13,01    | q        |
| 19    | 5     | Летісія Бапте (FRA)          | 13,03    | q        |
| 20    | 1     | Метте Граверсгард (DEN)      | 13,04    | Q        |
| 21    | 6     | Реета Гурске (FIN)           | 13,09    | q        |
| 22    | 6     | Аокі Масумі (JPN)            | 13,12    | q        |
| 23    | 3     | Дітаджі Камбунджі (CHE)      | 13,12    | q        |
| 24    | 6     | Йовейнні Мота (VEN)          | 13,12    |          |
| 25    | 3     | Ебоні Моррісон (LBR)         | 13,12    |          |
| 26    | 4     | Андреа Кароліна Варгас (CRC) | 13,12    | Q        |
| 27    | 4     | Паола Васкес (PUR)           | 13,13    |          |
| 28    | 2     | Сірена Самба-Маєла (FRA)     | 13,15    |          |
| 29    | 6     | Еліза Марія ді Ладзаро (ITA) | 13,16    |          |
| 30    | 1     | Грейсіс Робле (CUB)          | 13,24    |          |
| 31    | 1     | Анне Загре (BEL)             | 13,25[a] |          |
| 32    | 2     | Клаудія Сицяж (POL)          | 13,27    |          |
| 33    | 4     | Гелена Їржанова (CZE)        | 13,37    |          |
| 34    | 2     | Зої Седней (NED)             | 13,38    |          |
| 35    | 3     | Сідоні Фіадананцоа (MAD)     | 13,57    |          |
| 36    | 1     | Наомі Акакпо (TOG)           | 13,64    |          |
| 37    | 7     | Анне Загре (BEL)             | 14,09[a] |          |
| 38    | 2     | Кетілей Батіста (BRA)        | 14,22    |          |
|       | 5     | Мулер Жан (HAI)              | DNF      |          |
|       | 1     | Ніа Алі (USA)                | DQ       |          |
|       | 4     | Ліз Клей (AUS)               | DQ       |          |
|       | 4     | Алайша Джонсон (USA)         | DQ       |          |

a  Бельгійка Анне Загре двічі брала участь у попередніх забігах. У першому, через падіння американки Нії Алі, яка бігла сусідньою доріжкою, Загре фінішувала з часом 13,25, який не дозволив їй потрапити до півфінальної стадії змагань. Після забігу бельгійська збірна подала апеляцію до суддівської колегії, в якій, мотивуючи обмеження можливості спортсменки не залежними від неї обставинами показати все, на що вона здатна, просила надати право бельгійці ще раз пробігти дистанцію, щоб мати змогу показати час (13,12), який надав би їй право пройти далі. Проте, у повторному забігу, в якому Загре бігла одна, спортсменка впала після останнього бар'єра та змогла фінішувати лише з часом 14,09. У фінальному протоколі, який хоч і включав обидва результати Загре, було вказано, що її офіційним результатом у попередньому забігу має вважатись саме 14,09, а не 13,25.

### Півфінали
Умови кваліфікації до наступного раунду: перші двоє з кожного забігу (Q) та двоє найшвидших за часом з тих, які посіли у забігах місця, починаючи з третього (q).
| Місце | Забіг | Атлетка                      | Час   | Примітки |
| ----- | ----- | ---------------------------- | ----- | -------- |
| 1     | 1     | Тобі Амусан (NGR)            | 12,12 | Q WR     |
| 2     | 1     | Кендра Гаррісон (USA)        | 12,27 | Q SB     |
| 3     | 3     | Брітані Андерсон (JAM)       | 12,31 | Q NR     |
| 4     | 3     | Ясмін Камачо-Квінн (PUR)     | 12,32 | Q SB     |
| 5     | 1     | Данієль Вільямс (JAM)        | 12,41 | q SB     |
| 6     | 2     | Алія Армстронг (USA)         | 12,43 | Q PB     |
| 7     | 2     | Девінн Чарлтон (BAH)         | 12,46 | Q NR     |
| 8     | 1     | Сінді Сембер (GBR)           | 12,50 | q NR     |
| 9     | 2     | Меган Таппер (JAM)           | 12,52 | PB       |
| 10    | 2     | Пія Скшишовська (POL)        | 12,62 | PB       |
| 11    | 1     | Мішель Дженнеке (AUS)        | 12,66 | PB       |
| 12    | 3     | Надін Віссер (NED)           | 12,66 | SB       |
| 13    | 1     | Дітаджі Камбунджі (CHE)      | 12,70 | PB       |
| 14    | 3     | Мішель Гаррісон (CAN)        | 12,74 | PB       |
| 15    | 1     | Андреа Кароліна Варгас (CRC) | 12,82 | SB       |
| 16    | 1     | Фукубе Мако (JPN)            | 12,82 | NR       |
| 17    | 3     | Сара Лейвін (IRL)            | 12,87 |          |
| 18    | 3     | Летісія Бапте (FRA)          | 12,93 |          |
| 19    | 2     | Маріон Форі (ZAF)            | 12,94 | PB       |
| 20    | 3     | Номі Зберен (CHE)            | 12,94 | SB       |
| 21    | 2     | Аокі Масумі (JPN)            | 13,04 |          |
| 22    | 2     | Метте Граверсгард (DEN)      | 13,05 |          |
| 23    | 3     | Реета Гурске (FIN)           | 13,15 |          |
|       | 2     | Челесте Муччі (AUS)          | DQ    |          |

### Фінал
| Місце | Атлетка                  | Час    | Примітки |
| ----- | ------------------------ | ------ | -------- |
| 1     | Тобі Амусан (NGR)        | 12,06w |          |
| 2     | Брітані Андерсон (JAM)   | 12,23w |          |
| 3     | Ясмін Камачо-Квінн (PUR) | 12,23w |          |
| 4     | Алія Армстронг (USA)     | 12,31w |          |
| 5     | Сінді Сембер (GBR)       | 12,38w |          |
| 6     | Данієль Вільямс (JAM)    | 12,44w |          |
| 7     | Девінн Чарлтон (BAH)     | 12,53w |          |
|       | Кендра Гаррісон (USA)    | DQ     |          |

## Відео
- WORLD RECORD 12.12 - Amusan wins 100m hurdles на YouTube